# 445-й гаубичный артиллерийский полк (2-го формирования)
445-й гаубичный артиллерийский полк — воинская часть Вооружённых Сил СССР в Великой Отечественной войне.

## История
Сформирован 6 марта 1942 года, будучи переименован из отдельного гаубичного артиллерийского полка армейских курсов усовершенствования командного состава 54-й армии.
В действующей армии во время Великой Отечественной войны с 6 марта 1942 года по 25 июня 1943 года.
После переименования продолжил боевые действия в полосе 54-й армии, дислоцировался близ Погостья, откуда вёл обстрел позиций противника и действовал там до мая 1942 года, когда полк, за исключением 3-го дивизиона, был направлен в район близ Гайтолово.
С сентября 1942 года действовал в полном составе, базировался в районе Гайтолово, откуда поддерживал огнём войска 2-й ударной армии и 8-й армии в ходе Синявинской наступательной операции 1942 года. В течение второй половины сентября 1942 года понёс достаточно значительные потери.
В ноябре 1942 года вошёл в состав сформированной 2-й артиллерийской дивизии, а в декабре, с формированием 4-й гаубичной бригады — в её состав.
В январе 1943 года поддерживал огнём войска 2-й ударной армии в ходе операции по прорыву блокады Ленинграда, нанося удары по Рабочему посёлку № 5.
26 июня 1943 года был преобразован в 227-й гвардейский гаубичный артиллерийский полк, бригада тоже стала гвардейской — 10-й гвардейской гаубичной артиллерийской бригадой.

## Подчинение
| Дата            | Фронт (округ)                                              | Армия             | Корпус | Дивизия                    | Бригада                              | Примечания                                   |
| --------------- | ---------------------------------------------------------- | ----------------- | ------ | -------------------------- | ------------------------------------ | -------------------------------------------- |
| 01.04.1942 года | Ленинградский фронт                                        | 54-я армия        | -      | -                          | -                                    | -                                            |
| 01.05.1942 года | Ленинградский фронт                                        | 54-я армия        | -      | -                          | -                                    | -                                            |
| 01.06.1942 года | Ленинградский фронт (Группа войск Волховского направления) | 8-я армия         | -      | -                          | -                                    | без 3-го дивизиона, оставшегося в 54-й армии |
| 01.07.1942 года | Ленинградский фронт (Волховская группа войск)              | 8-я армия         | -      | -                          | -                                    | без 3-го дивизиона, оставшегося в 54-й армии |
| 01.07.1942 года | Волховский фронт                                           | 8-я армия         | -      | -                          | -                                    | без 3-го дивизиона, оставшегося в 54-й армии |
| 01.08.1942 года | Волховский фронт                                           | 8-я армия         | -      | -                          | -                                    | без 3-го дивизиона, оставшегося в 54-й армии |
| 01.09.1942 года | Волховский фронт                                           | 8-я армия         | -      | -                          | -                                    | -                                            |
| 01.10.1942 года | Волховский фронт                                           | 2-я ударная армия | -      | -                          | -                                    | -                                            |
| 01.11.1942 года | Волховский фронт                                           | 8-я армия         | -      | -                          | -                                    | -                                            |
| 01.12.1942 года | Волховский фронт                                           | -                 | -      | 2-я артиллерийская дивизия | -                                    | -                                            |
| 01.01.1943 года | Волховский фронт                                           | -                 | -      | 2-я артиллерийская дивизия | 4-я гаубичная артиллерийская бригада | -                                            |
| 01.02.1943 года | Волховский фронт                                           | -                 | -      | 2-я артиллерийская дивизия | 4-я гаубичная артиллерийская бригада | -                                            |
| 01.03.1943 года | Ленинградский фронт                                        | 2-я ударная армия | -      | 2-я артиллерийская дивизия | 4-я гаубичная артиллерийская бригада | -                                            |
| 01.04.1943 года | Волховский фронт                                           | 8-я армия         | -      | 2-я артиллерийская дивизия | 4-я гаубичная артиллерийская бригада | -                                            |
| 01.05.1943 года | Волховский фронт                                           | 8-я армия         | -      | 2-я артиллерийская дивизия | 4-я гаубичная артиллерийская бригада | -                                            |
| 01.06.1943 года | Волховский фронт                                           | 8-я армия         | -      | 2-я артиллерийская дивизия | 4-я гаубичная артиллерийская бригада | -                                            |

## Командиры
- полковник Волков Константин Иванович